# Pârâul Sec, Nemțișor
Pârâul Sec este un curs de apă, afluent al râului Nemțișor.

## Hărți
- Harta Parcului Vânători-Neamț